# Land- und Stadtgericht Ottmachau
Das Land- und Stadtgericht Ottmachau war ein preußisches Land- und Stadtgericht mit Sitz in Ottmachau.

## Geschichte
Mit der preußischen Städteordnung von 1808 verloren die Magistrate ihre Funktion als Eingangsgerichte und es wurden staatliche Stadtgerichte eingerichtet. Nach dem Ende der Befreiungskriege wurden die staatlichen Gerichte (Stadtgerichte und Justizämter) zu Land- und Stadtgerichten zusammengefasst. In Ottmachau entstand so das Land- und Stadtgericht Ottmachau. Zuständiges Oberlandesgericht war das Oberlandesgericht Ratibor.
Sein Sprengel umfasste die Stadt Ottmachau mit 2612 Einwohnern (1837) und 42 Ortschaften mit 12.655 Einwohnern, also zusammen 15.267 Gerichtseingesessene. Am Gericht waren ein Direktor, zwei Richter, acht Subalterne und drei Unterbeamte beschäftigt. Es handelte sich um ein Gericht 1. Klasse, d. h. die drei Richter konnten als Spruchkörper gemeinsam Beschlüsse fassen.
Das Gericht hatte seinen Sitz in einem staatlichen Gebäude. Gefängniszellen waren im städtischen Stockhaus vorhanden.
1849 wurden einheitlich Kreisgerichte gebildet. In Ottmachau entstand so die Gerichtskommission Ottmachau des Kreisgerichts Grottkau.